# Мітіко Какутані
Мітіко Какутані (Michiko Kakutani,角谷美智子, нар. 9 січня 1955 року) — американська літературна критикиня, журналістка та письменниця. Колишня голова відділу літературної критики газети «Нью-Йорк таймс». Лауреатка Пулітцерівської премії за критику. Письменник з журналу Vanity Fair у статті, що підсумовує її кар'єру книжкової оглядачки, назвав її «найвпливовішою книжковою критикинею в англомовному світі» і написав, що Джордж Сондерс, Мері Карр, Девід Фостер Воллес, Джонатан Франзен, Ієн Мак'юен, Мартін Аміс та Зеді Сміт завдячують їй успіхом у своїй кар'єрі.

## Біографія
Народилася 9 січня 1955 року в сім'ї американців японського походження. Єдина дитина математика Єльського університету Сідзуо Какутані та його дружини Кейко Утіди. 1976 року здобула ступінь бакалавра Єльського університету, де навчалася під керівництвом письменника Джона Герсі. Закінчивши університет, спочатку працювала репортеркою газети «Вашинґтон Пост», а потім, з 1977 до 1979 року, в журналі «Тайм», де раніше працював Герсі. 1979 року почала працювати репортеркою в «Нью-Йорк Таймз».

## Кар'єра
З 1983 до 2017 року Мітіко Какутані працювала літературною критикинею в «Нью-Йорк Таймз», після чого вийшла на пенсію. 
Її жорсткі відгуки про деяких видатних письменників привертали значну увагу, часто її критикували у відповідь. За словами Кіри Кокрейн з «Ґардіан», такі контратаки, можливо, сприяли репутації Какутані як зовсім «безстрашної».
Наприклад, 2006 року Какутані назвала книгу Джонатана Франзена «Зона дискомфорту» «одіозним автопортретом митця як молодого бельбаса». Як повідомляють, Франзен згодом назвав Какутані «найтупішою особою в Нью-Йорку». Іншим прикладом стала її негативна рецензія 2012 року на роман Нассіма Ніколаса Талеба «Антикрихкість». 2018 року Талеб заявив у своїй книзі «Шкура у грі»:
|  | Не ризикуючи власною шкурою, рецензенти на зразок Мічіко Какутані з Нью-Йорк Таймз (уже на пенсії) або Девіда Рансімена, який пише для Ґардіан, можуть нескінченно робити своє, — і ніхто не дізнається, що рецензент фантазує або забагато випив (переконаний, що у випадку Какутані було як перше, так і друге). |

Її також знають за оглядами персонажів фільмів або книг, зокрема, Браяна Ґріффіна, Остіна Паверса, Голдена Колфілда, Еллі Вудз з «Блондинки в законі» і персонажки Голлі Голайтлі з роману «Сніданок у Тіффані» Трумена Капоте.
Салман Рушді назвав її «дивною жінкою, що, здається, відчуває потребу то хвалити, то лупити». У червні 2005 письменник Норман Мейлер в інтерв'ю журналові Rolling Stone критикував Какутані як «жінку-камікадзе», що «зневажає білих чоловіків-письменників і навмисно виносить ваші огляди за два тижні до публікації. Вона халтурить, щоб нашкодити продажам і збентежити автора». Мейлер також сказав, що Какутані «жахає» редакторів New York Times і вони «не можуть звільнити її», тому що вона «ознака часу», «азіатка-феміністка». В останні роки особливо суворі огляди книг відомих авторів (наприклад, «Іствікські вдови» Джона Апдайка), що їх писала Какутані, виходили разом із зазвичай м'якими або позитивними оглядами тих же книг іншими оглядачами «Таймз».
19 липня 2007 року The New York Times опублікувала розповідь Какутані перед випуском книги «Гаррі Поттер і смертельні реліквії». Опис подальших суперечок, зокрема й критичні коментарі деяких шанувальників поттеріани, можна знайти у відкритому блозі редактора «Таймз».
Колишній одногрупник з Єлю, Колін Макенро, спародіював Какутані у своєму нарисі «Я — Мітіко Какутані».
Какутані заявила, що 27 липня 2017 року вона звільнилася з посади голови відділу літературної критики газети «Таймз». 
У липні 2018 року Какутані опублікувавала книгу «Смерть правди: Записки про фальш в епоху Трампа», в якій критикує адміністрацію Дональда Трампа.

## В культурі
- Вигадану розповідь про життя Какутані під назвою «Мічико Какутані і смуток світу» опублікували в онлайн та паперовому журналі Essays & Fictions.
- Її згадано в епізоді серіалу HBO «Секс і місто». У «Критичному стані» (5 сезон, епізод 6) Керрі Бредшоу видає книгу, яку рецензує Какутані. Різні персонажі вважають ім'я критикині «занадто важким для вимови», в тому числі Міранда Гоббс, яка каже відому фразу: «Тільки не кажіть її ім'я знову — це зведе мене з розуму»[22].
- Про неї згадується в епізоді серіалу ОС, за огляд роману за мотивами сварки персонажки Тейлор Таунсенд з її коханцем-французом: "Так Мітіко Какутані називає це сексуальною епічною поемою, я думаю, що це перебільшення».
- У романі Джона Апдайка «Bech is Back» 1981 року особистість Какутані зображена в вигаданому персонажі — авторі Генрі Бечі.
- У скетчі «Saturday Night Live» шоу «The Dakota Fanning Show» Фаннінг посилається на огляд Какутані роману Томаса Пінчона як жарт, що Фаннінг поводиться не за своїми роками.
- Мітіко Какутані романі Роберта Гелбрейта (псевдонім Джоан Ролінґ) «Шовкопряд».

## Праці
- The Death of Truth: Notes on Falsehood in the Age of Trump (2018) ISBN 978-0525574828

## Нагороди
- 1998: Пулітцерівська премія за критику[6].